# Fronteira
Fronteira – miejscowość w Portugalii, leżąca w dystrykcie Portalegre, w regionie Alentejo w podregionie Alto Alentejo. Miejscowość jest siedzibą gminy o tej samej nazwie.

## Demografia
| Liczba ludności gminy Fronteira (1801–2011) | Liczba ludności gminy Fronteira (1801–2011) | Liczba ludności gminy Fronteira (1801–2011) | Liczba ludności gminy Fronteira (1801–2011) | Liczba ludności gminy Fronteira (1801–2011) | Liczba ludności gminy Fronteira (1801–2011) | Liczba ludności gminy Fronteira (1801–2011) | Liczba ludności gminy Fronteira (1801–2011) | Liczba ludności gminy Fronteira (1801–2011) | Liczba ludności gminy Fronteira (1801–2011) |
| ------------------------------------------- | ------------------------------------------- | ------------------------------------------- | ------------------------------------------- | ------------------------------------------- | ------------------------------------------- | ------------------------------------------- | ------------------------------------------- | ------------------------------------------- | ------------------------------------------- |
| 1801                                        | 1849                                        | 1900                                        | 1930                                        | 1960                                        | 1981                                        | 1991                                        | 2001                                        | 2004                                        | 2011                                        |
| 2 182                                       | 2 366                                       | 3 385                                       | 4 774                                       | 7 063                                       | 4 452                                       | 4 122                                       | 3 732                                       | 3 422                                       | 3 410                                       |

## Sołectwa
Sołectwa gminy Fronteira (ludność wg stanu na 2011 r.)
- Cabeço de Vide – 1063 osoby
- Fronteira – 2069 osób
- São Saturnino – 278 osób